# Tango dei miracoli
Tango dei miracoli è un album di David Riondino pubblicato nel 1987, uscito solamente in edicola con illustrazioni di Milo Manara.

## Tracce

### Lato A
1. Tango dei miracoli
2. Ragazze di Milano
3. Mantova
4. Le ragazze con l'impermeabile
5. Concediti Maria

### Lato B
1. Dammene ancora
2. Linea d'ombra
3. Polaroid I
4. Desir-desert
5. Polaroid II

## Formazione
- David Riondino – voce, chitarra
- Ranieri Cerelli – chitarra
- Dado Parisini – tastiera, pianoforte
- Steve Piccolo – basso, cori
- Roberto Federighi – batteria
- Massimo Altomare – cori